# Myobatrachidae
A Myobatrachidae a kétéltűek (Amphibia) osztályába és  a békák (Anura) rendjébe tartozó  család.
Egyes rendszerekben ide tartoznak a mocsárjáróbéka-félék (Limnodynastidae) családhoz tartozó fajok Limnodynastinae alcsaládként és a gyomorköltő békafélék (Rheobatrachidae) családjába tartozó fajok Rheobatrachinae alcsaládként, a most ide tartozó fajok pedig Myobatrachinae alcsaládként vannak besorolva.

## Rendszerezés
A családba az alábbi nemek tartoznak:
- Anstisia Webster & Bool, 2022
- Arenophryne (Tyler, 1976)
- Assa Tyler, 1972
- Crinia (Tschudi, 1838)
- Geocrinia (Blake, 1973)
- Metacrinia (Parker, 1940)
- Mixophyes Günther, 1864
- Myobatrachus (Schlegel, 1850)
- Paracrinia (Heyer & Liem, 1976)
- Pseudophryne (Fitzinger, 1843)
- Gyomorköltő békafélék (Rheobatrachus) Liem, 1973
- Spicospina (Roberts, Horwitz, Wardell-Johnson, Maxson & Mahony, 1997)
- Taudactylus (Straughan & Lee, 1966)
- Uperoleia (Gray, 1841)

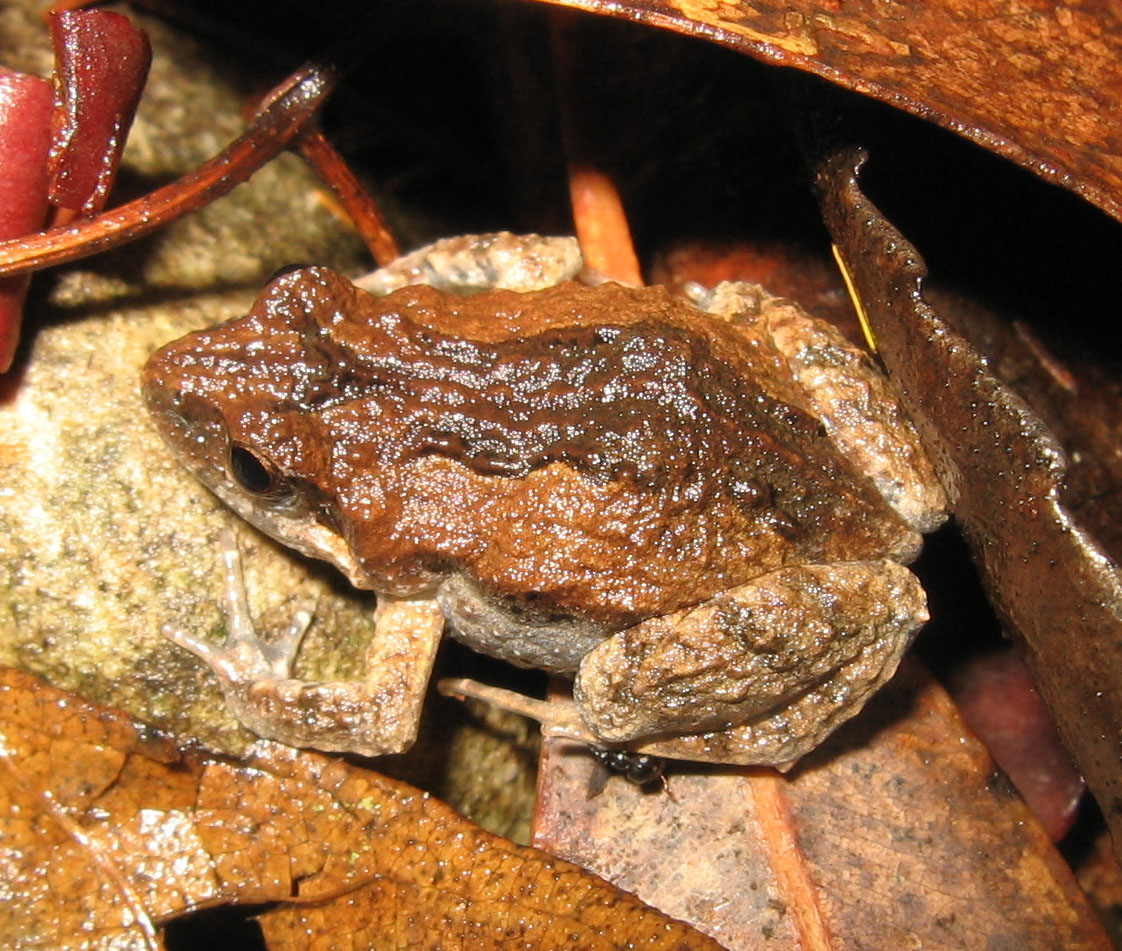
Crinia signifera
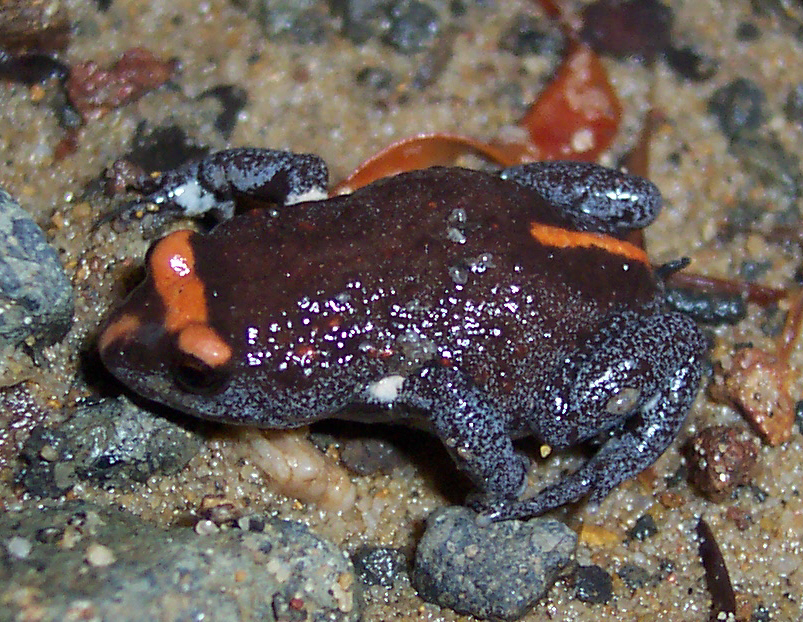
Ausztráliai álvarangy (Pseudophryne australis)
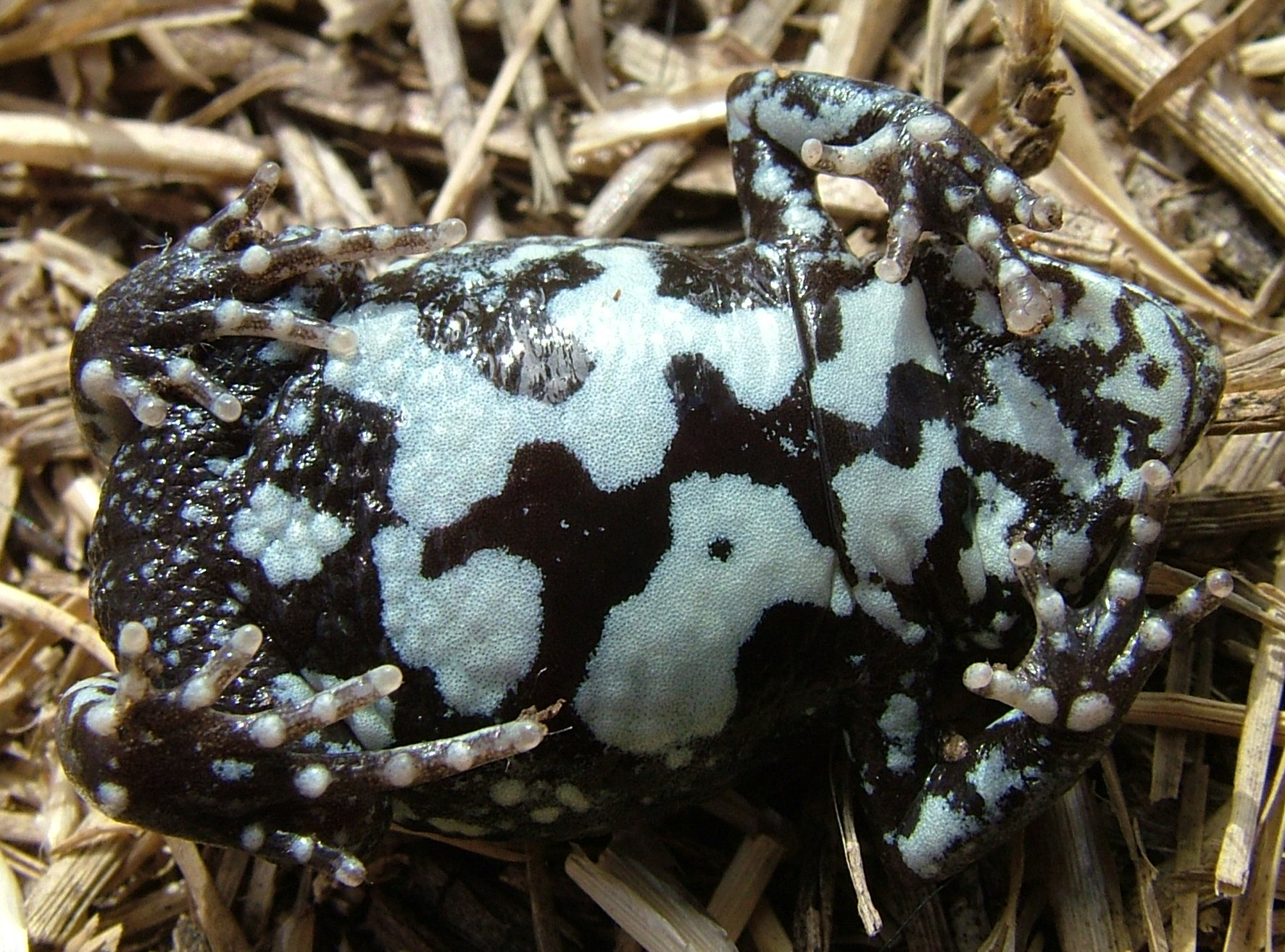
Pseudophryne major
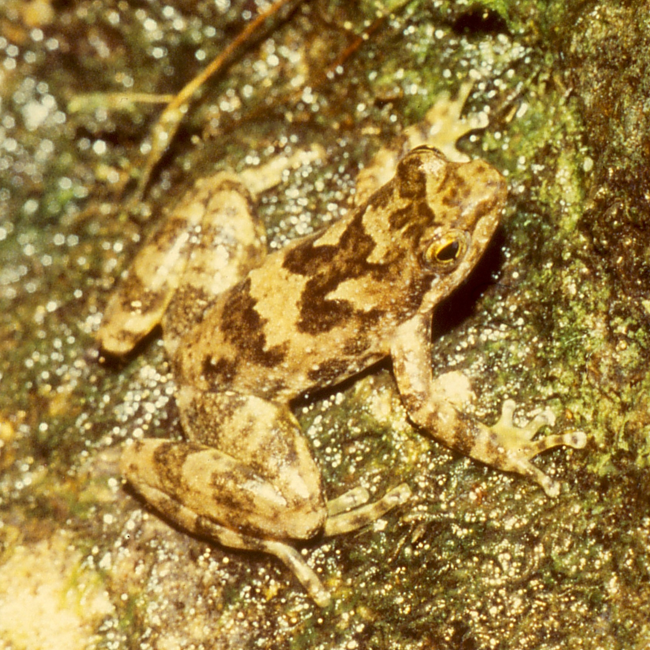
Taudactylus eungellensis
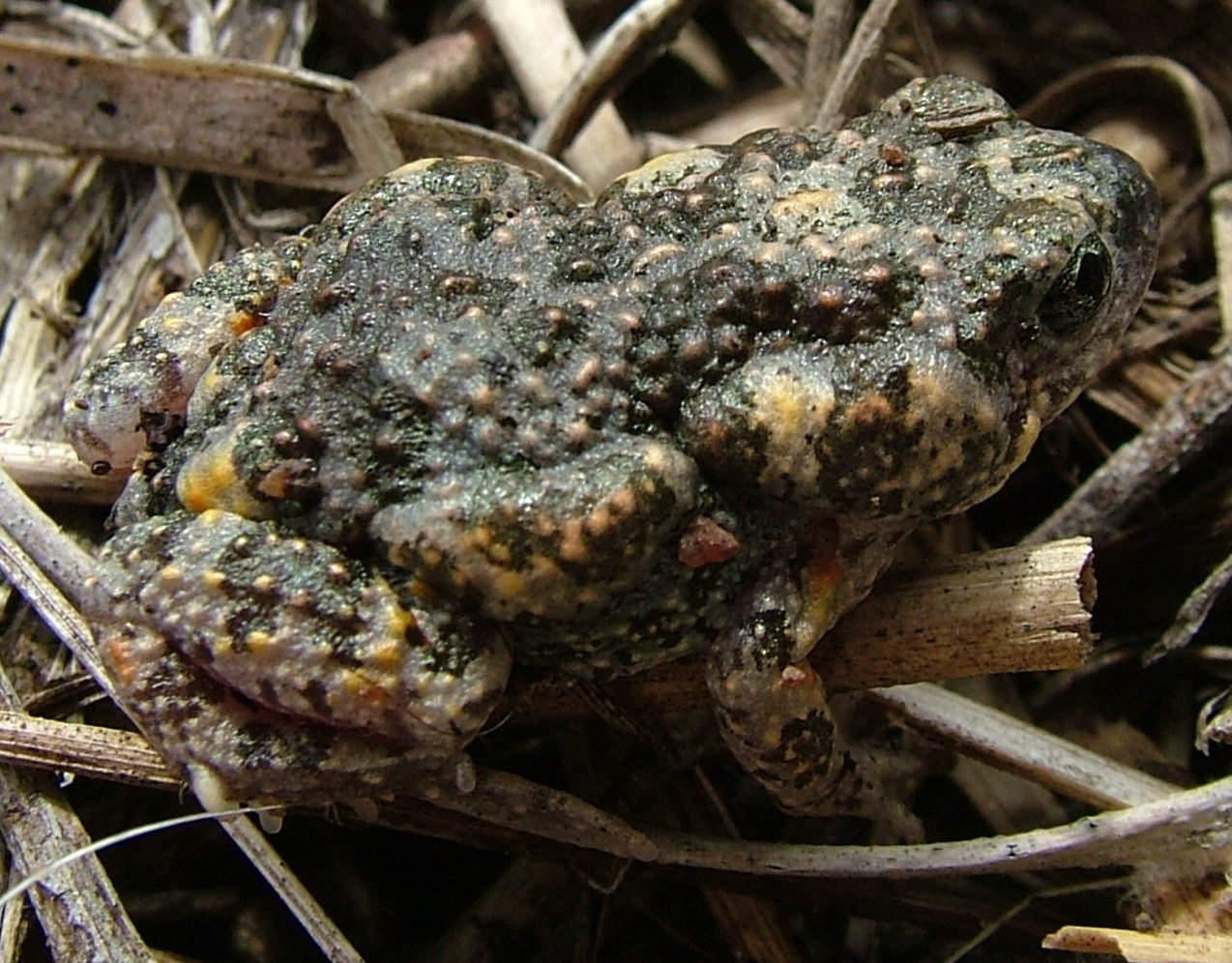
Uperoleia rugosa